# Claspettomyia pini
Claspettomyia pini är en tvåvingeart som först beskrevs av Ephraim Porter Felt 1907.  Claspettomyia pini ingår i släktet Claspettomyia och familjen gallmyggor.
Artens utbredningsområde är New York. Inga underarter finns listade i Catalogue of Life.